# Ambiorix
Ambiorix (gallisk for »konge af omgivelserne« eller »konge-beskytter«) var sammen med Cativolcus, fyrste af eburonerne, der var en belgisk stamme i den nordøstlige del af Gallien (Gallia Belgica), hvor det moderne Belgien i beliggende. I 1800-tallet blev Ambiorix en belgisk nationalhelt for følge af sin modstand mod Julius Cæsar, som det er bekrevet i Cæsars »Commentarii de Bello Gallico«.
I 1866 blev der rejst en statue af eburonernes leder Ambiorix i den belgiske by Tongeren til minde om sejren over romerne i 54 f.Kr.